# Dario Vangeli
Dario Vangeli (Copertino, 3 gennaio 1988) è un ex pugile italiano. Ha vinto due volte i WPFG ("World Police and Fire Games") nel 2011 e nel 2015 ed è un sette volte campione italiano elite della categoria 64 kg senior (2007, 2008, 2010, 2011, 2012, 2014, 2015). Dal 2016 è istruttore di pugilato presso il Gruppo Sportivo Fiamme Oro di Roma. 

## Biografia
Tecnico 2 livello, allenatore del settore giovanile fiamme oro di Roma.
Ha vinto il campionato nazionale assoluto per 7 volte..
Ha iniziato a praticare la boxe nel 2004 nella palestra Beboxe di Copertino sotto la guida del maestro Francesco Stifani.
Nel luglio 2008 è entrato a far parte del gruppo sportivo delle Fiamme Oro.
Nel settembre 2011 è divenuto campione del mondo vincendo la 15ª edizione del “WORLD POLICE & FIRE GAMES" ovvero i Campionati mondiali di boxe delle Forze di Polizia e dei Vigili del Fuoco, ospitati a New York dal 26 agosto al 5 settembre 2011.
Dal 24 giugno al 5 luglio 2015 si riconferma campione del mondo del "WORLD POLICE & FIRE GAMES", la kermesse 2015 si è svolta a Fairfax, nello stato statunitense della Virginia.

## Titoli
- Campione regionale ed interregionale 2004
- Campione italiano cadetti 2004
- Campione italiano juniores 2005
- Campione italiano juniores 2006
- Medaglia di bronzo campionati europei 2006
- Guanto d'Oro d'Italia 2007
- Campione italiano senior (assoluto) 2007
- Campione italiano senior (assoluto) 2008
- Campione italiano senior (assoluto) 2010
- Campione italiano senior (assoluto) 2011
- Campione italiano senior (assoluto) 2012
- Campione italiano senior (assoluto) 2014
- Campione italiano senior (assoluto) 2015
- Medaglia d'oro Belgrade Winner Tournamente AIBA 2014
- Medaglia d'argento 33ª edizione del Gee Bee Tournament di Helsinki (Finlandia) 2014
- Medaglia d'oro alla 32ª edizione del Gee Bee Tournament di Helsinki 2013
- Medaglia di bronzo al torneo preolimpico di Londra 2012
- Medaglia d'oro al torneo internazionale in Croazia 2010
- Medaglia di bronzo al torneo internazionale Boxam Senior in Spagna 2006
- Medaglia d'argento nel torneo internazionale élite di Skopje (Macedonia) 2008
- Campione del mondo 2011 ai “WORLD POLICE & FIRE GAMES” di New York.
- Campione del mondo 2015 ai "WORLD POLICE & FIRE GAMES" di Fairfax 'Washington'.[3][4][5]
- Varie altre medaglie nei tornei internazionali in America, Russia, Spagna, Macedonia, Polonia e Marocco

## Altre partecipazioni
- Mondiali junior 2006
- Campionati del mondo di Milano 2009 - categoria élite (classificatosi fra i primi otto)[6]
- Giochi del Mediterraneo 2009
- Torneo di qualificazione olimpica a Roseto degli Abruzzi
- Campionati del mondo Almaty 2013 in Kazakistan qualificandosi ai 32 vincendo contro il britannico Sam Maxwell